# John Bright
John Bright (New Forest, 7 marzo 1940) è un costumista britannico.
Frequente collaboratore di Jenny Beavan, ha lavorato in otto film di James Ivory, vincendo l'Oscar ai migliori costumi con la Beavan nel 1987 per Camera con vista.

## Filmografia parziale
- I bostoniani (The Bostonians), regia di James Ivory (1984)
- Camera con vista (A Room with a View), regia di James Ivory (1986)
- Maurice, regia di James Ivory (1987)
- Sul filo dell'inganno (The Deceivers), regia di Nicholas Meyer (1988)
- Le montagne della luna (Mountains of the Moon), regia di Bob Rafelson (1990)
- Zanna Bianca - Un piccolo grande lupo (White Fang), regia di Randal Kleiser (1991)
- Casa Howard (Howards End), regia di James Ivory (1992)
- Quel che resta del giorno (The Remains of the Day), regia di James Ivory (1993)
- Ragione e sentimento (Sense and Sensibility), regia di Ang Lee (1995)
- Jefferson in Paris, regia di James Ivory (1995)
- La 12ª notte (Twelfth Night: Or What You Will), regia di Trevor Nunn (1996)
- Ritratto di signora (The Portrait of a Lady), regia di Jane Campion (1996)
- Onegin, regia di Martha Fiennes (1999)
- The Golden Bowl, regia di James Ivory (2000)
- La contessa bianca (The White Countess), regia di James Ivory (2005)
- Jane Eyre – miniserie TV (2006)

## Riconoscimenti
- Premio Oscar
  - 1985 – Candidatura per i migliori costumi per I bostoniani
  - 1987 – Migliori costumi per Camera con vista
  - 1988 – Candidatura per i migliori costumi per Maurice
  - 1993 – Candidatura per i migliori costumi per Casa Howard
  - 1994 – Candidatura per i migliori costumi per Quel che resta del giorno
  - 1996 – Candidatura per i migliori costumi per Ragione e sentimento

- Premio BAFTA
  - 1985 – Candidatura per i migliori costumi per I bostoniani
  - 1987 – Migliori costumi per Camera con vista
  - 1993 – Candidatura per i migliori costumi per Casa Howard
  - 1996 – Candidatura per i migliori costumi per Ragione e sentimento